# سیری ۳۳۲
سیارک ۳۳۲ (به انگلیسی: 332 Siri) سیصد و سی و دومین سیارک کشف شده‌است که در ۱۹ مارس ۱۸۹۲ و در هایدلبرگ کشف شد.
قدر مطلق سیارک برابر ۹٫۵۰ است.